# Shingū (Wakayama)
Shingū (新宮市 Shingū-shi?) es una ciudad localizada en la prefectura de Wakayama, Japón. En junio de 2019 tenía una población estimada de 27 380 habitantes y una densidad de población de 107 personas por km². Su área total es de 255,23 km².

## Historia
La ciudad fue fundada el 1 de octubre de 1933. En 1956 absorbió la villa de Takada y en 2005 absorbió el pueblo de Kumanogawa.
El río Kumano recorre el este, separando a Shingū de la prefectura de Mie. La ciudad posee uno de los tres santuarios de Kumano-sanzan (tres grandes santuarios de Kumano): el Kumano Hayatama-taisha.
Antiguamente fue la capital del Dominio de Shingū, establecido tras la Batalla de Sekigahara en 1600 y su primer daimyo fue Asano Tadayoshi. Posteriormente el clan Mizuno gobernó el feudo desde 1619 hasta la desaparición del gobierno feudal en 1871.
En 1946 la ciudad fue azotada por un terremoto causando la muerte de 58 personas y la destrucción de 3.000 estructuras.

## Geografía

### Localidades circundantes
- Prefectura de Wakayama
  - Tanabe
  - Kozagawa
  - Nachikatsuura
- Prefectura de Mie
  - Kumano
  - Kihō
- Prefectura de Nara
  - Totsukawa

## Demografía
Según los datos del censo japonés, esta es la población de Shingū en los últimos años.
| Año del censo | Población |
| ------------- | --------- |
| 1995          | 36.278    |
| 2000          | 35.176    |
| 2005          | 33.790    |
| 2010          | 31.498    |
| 2015          | 29.331    |

## Sitios de interés
- Lugares sagrados y rutas de peregrinación de los Montes Kii (Patrimonio de la Humanidad)
  - Kumano Hayatama-taisha
  - Ruta de Kii en Kumano Kodō
- Santuario Kamikura
- Santuario Asuka
- Parque nacional Yoshino-Kumano
- Bosque de Ukishima
- Castillo Shingū (en ruinas)

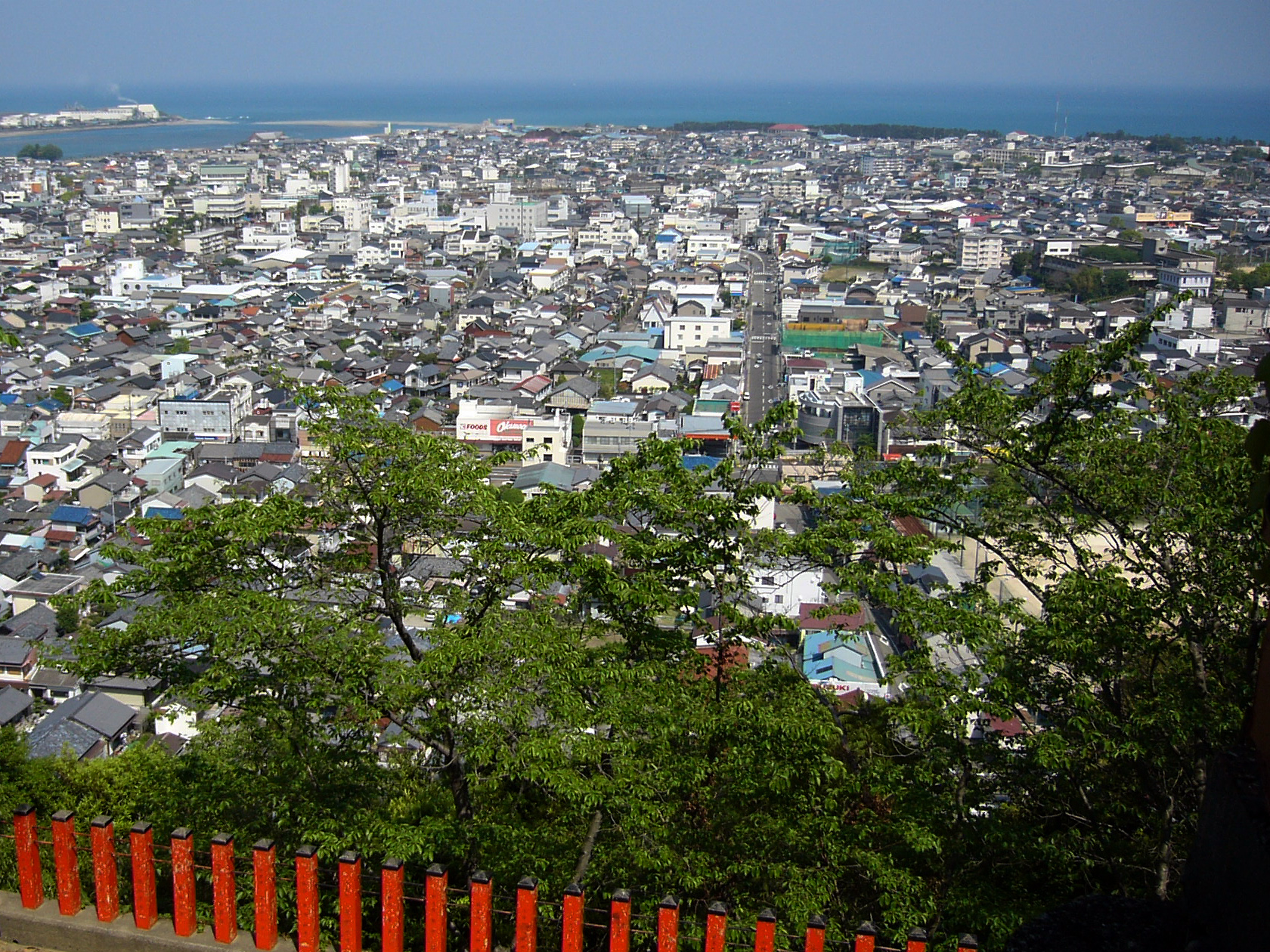
Vista de la ciudad de Shingū.
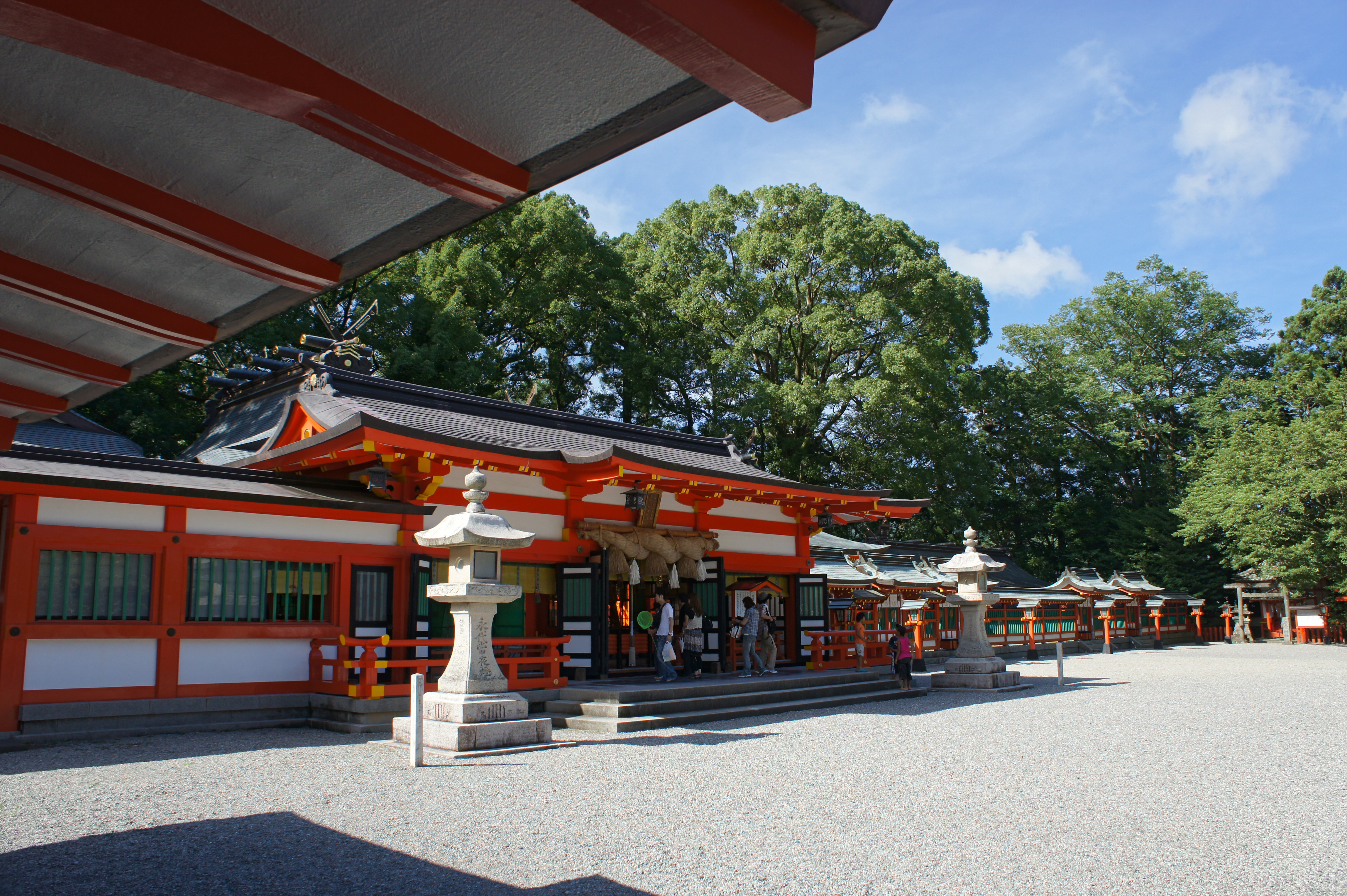
Kumano Hayatama-taisha.
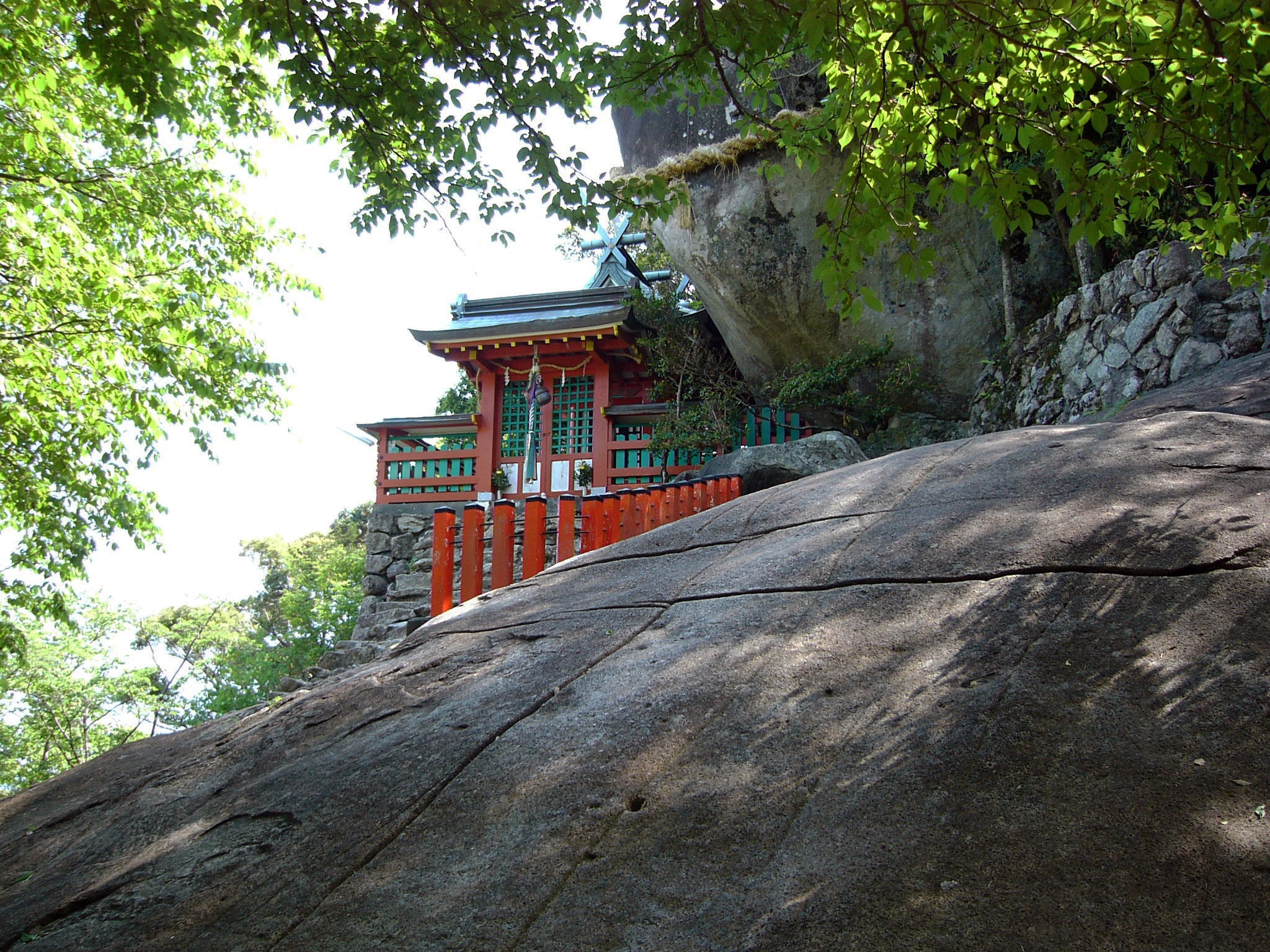
Santuario Kamikura.
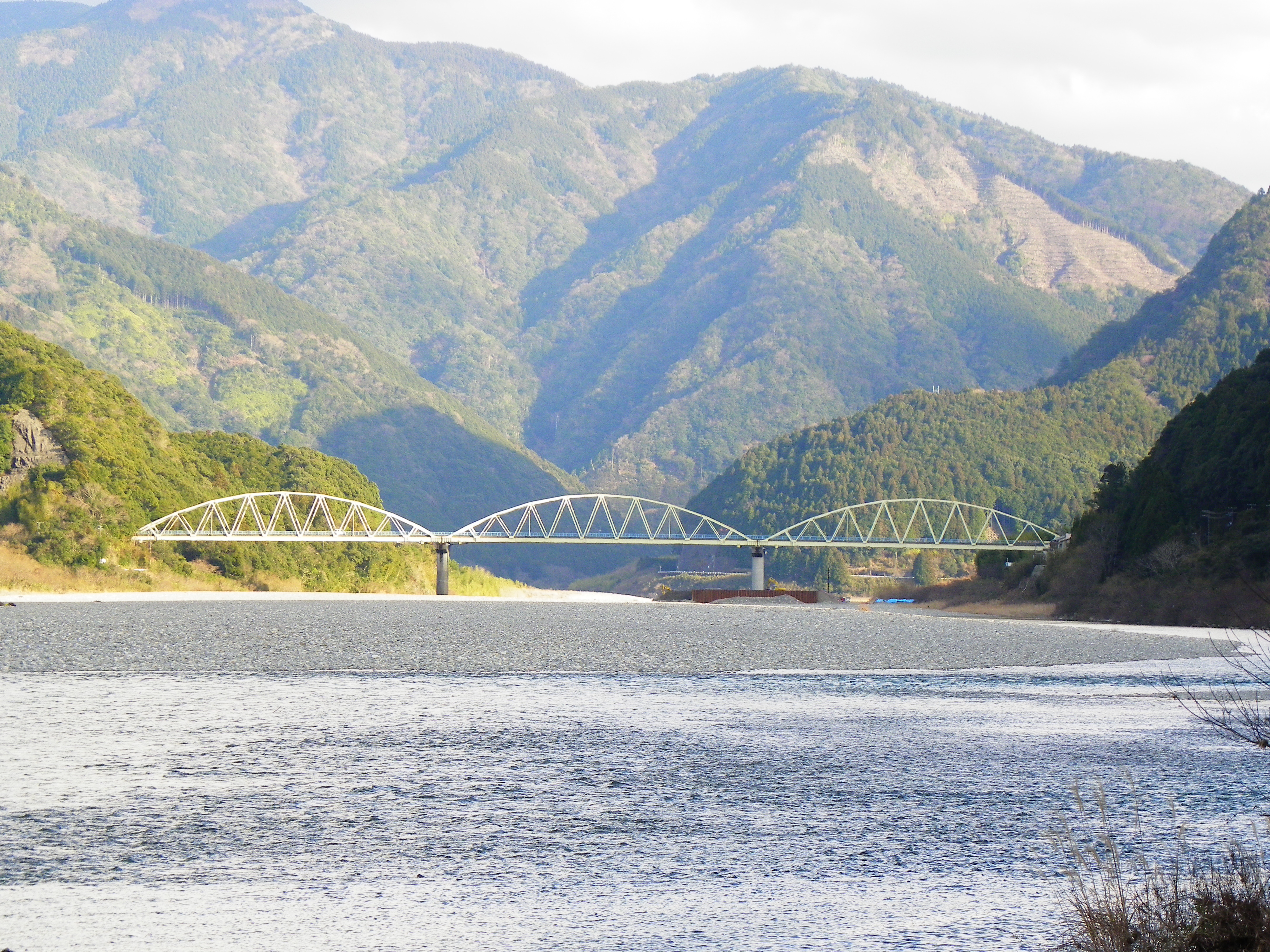
Río Kumano.

## Ciudades hermanadas
- Santa Cruz, California, Estados Unidos
- Natori, prefectura de Miyagi, Japón